# Antidesma madagascariense
Antidesma madagascariense là một loài thực vật có hoa trong họ Diệp hạ châu. Loài này được Lam. mô tả khoa học đầu tiên năm 1783.